# Грнчар (Бабушница)
Грнчар је насеље у Србији у општини Бабушница у Пиротском округу. Према попису из 2022. било је 39 становника.

## Положај
Насеље (село) Грнчар налази се у Лужничкој котлини, на обалама реке Лужнице на путу Пирот—Бабушница—Власотинце—Лесковац десетак километара удаљено од Бабушнице. Насеље је смештено на обали реке окружено стрмим планинама тако да има веома мало обрадивог земљишта.

## Историја
Према турском попису нахије Ниш из 1516. године, место је било једно од 111 села нахије и носило је исти назив као данас, а имало је 12 кућа, 3 самачка домаћинства.
Због веома мале површине обрадивог земљишта и неповољних услова за живот и привређивање млади се већ деценијама исељавају тако да су у селу остали само старији мештани. Велики број људи је отишао да живи у Бабушницу, Пирот и Ниш што је због близине и регионалне припадности било и логично. Иинтересантно је да се највећи број мештана одселио за Пожаревац вероватно због тога што је из многобројних породица прво одлазио по један члан породице (најчешће једно дете) а за њим и остали укућани (браћа и сестре) да би били ближе једни другима и да би им било лакше по доласку у нову средину.
У селу је ранијих година постојала четворогодишња основна школа али због малог (или неколико година никаквог) броја деце школа већ неколико година не ради.

## Демографија
У насељу Грнчар живи 154 пунолетна становника, а просечна старост становништва износи 62,8 година (60,4 код мушкараца и 65,4 код жена). У насељу има 81 домаћинство, а просечан број чланова по домаћинству је 1,96.
Ово насеље је великим делом насељено Србима (према попису из 2002. године), а у последња три пописа, примећен је осетан пад у броју становника.
|  |

| Демографија | Демографија | Демографија |
| Година      | Становника  | Становника  |
| ----------- | ----------- | ----------- |
| 1948.       | 741         |             |
| 1953.       | 737         |             |
| 1961.       | 668         |             |
| 1971.       | 508         |             |
| 1981.       | 342         |             |
| 1991.       | 217         | 217         |
| 2002.       | 159         | 159         |
| 2011.       | 88          |             |
| 2022.       | 39          |             |

| Година пописа     | 1948. | 1953. | 1961. | 1971. | 1981. | 1991. | 2002. |
| ----------------- | ----- | ----- | ----- | ----- | ----- | ----- | ----- |
| Број домаћинстава | 128   | 129   | 129   | 128   | 112   | 95    | 81    |

| Број чланова      | 1  | 2  | 3 | 4 | 5 | 6 | 7 | 8 | 9 | 10 и више | Просек |
| ----------------- | -- | -- | - | - | - | - | - | - | - | --------- | ------ |
| Број домаћинстава | 27 | 42 | 6 | 2 | 3 | 0 | 1 | 0 | 0 | 0         | 1,96   |

| Пол    | Укупно | Неожењен/Неудата | Ожењен/Удата | Удовац/Удовица | Разведен/Разведена | Непознато |
| ------ | ------ | ---------------- | ------------ | -------------- | ------------------ | --------- |
| Мушки  | 79     | 13               | 51           | 15             | 0                  | 0         |
| Женски | 76     | 5                | 52           | 19             | 0                  | 0         |
| УКУПНО | 155    | 18               | 103          | 34             | 0                  | 0         |

| Пол    | Укупно                    | Пољопривреда, лов и шумарство | Рибарство                            | Вађење руде и камена | Прерађивачка индустрија       |
| ------ | ------------------------- | ----------------------------- | ------------------------------------ | -------------------- | ----------------------------- |
| Мушки  | 19                        | 12                            | 0                                    | 0                    | 3                             |
| Женски | 8                         | 3                             | 0                                    | 0                    | 5                             |
| УКУПНО | 27                        | 15                            | 0                                    | 0                    | 8                             |
| Пол    | Производња и снабдевање   | Грађевинарство                | Трговина                             | Хотели и ресторани   | Саобраћај, складиштење и везе |
| Мушки  | 0                         | 1                             | 1                                    | 1                    | 0                             |
| Женски | 0                         | 0                             | 0                                    | 0                    | 0                             |
| УКУПНО | 0                         | 1                             | 1                                    | 1                    | 0                             |
| Пол    | Финансијско посредовање   | Некретнине                    | Државна управа и одбрана             | Образовање           | Здравствени и социјални рад   |
| Мушки  | 0                         | 0                             | 0                                    | 0                    | 0                             |
| Женски | 0                         | 0                             | 0                                    | 0                    | 0                             |
| УКУПНО | 0                         | 0                             | 0                                    | 0                    | 0                             |
| Пол    | Остале услужне активности | Приватна домаћинства          | Екстериторијалне организације и тела | Непознато            | Непознато                     |
| Мушки  | 1                         | 0                             | 0                                    | 0                    | 0                             |
| Женски | 0                         | 0                             | 0                                    | 0                    | 0                             |
| УКУПНО | 1                         | 0                             | 0                                    | 0                    | 0                             |

| Етнички састав према попису из 2002.‍ | Етнички састав према попису из 2002.‍ | Етнички састав према попису из 2002.‍ | Етнички састав према попису из 2002.‍ | Етнички састав према попису из 2002.‍ |
| ------------------------------------ | ------------------------------------ | ------------------------------------ | ------------------------------------ | ------------------------------------ |
|                                      |                                      |                                      |                                      |                                      |
| Срби                                 | Срби                                 |                                      | 149                                  | 93,71%                               |
| Роми                                 | Роми                                 |                                      | 10                                   | 6,28%                                |

| Етнички састав према попису из 2022.‍ | Етнички састав према попису из 2022.‍ | Етнички састав према попису из 2022.‍ | Етнички састав према попису из 2022.‍ | Етнички састав према попису из 2022.‍ |
| ------------------------------------ | ------------------------------------ | ------------------------------------ | ------------------------------------ | ------------------------------------ |
|                                      |                                      |                                      |                                      |                                      |
| Срби                                 | Срби                                 |                                      | 31                                   | 79,5%                                |
| непознато                            | непознато                            |                                      | 7                                    | 17,9%                                |